# En Avant Guingamp
En Avant de Guingamp – francuski klub piłkarski z siedzibą w Guingamp.

## Historia
EA Guingamp założony został w 1912 roku. Status zawodowy uzyskał przed lipcem 1984. Obecnie występuje w Ligue 2.

## Sukcesy
- Zwycięstwo w Pucharze Intertoto (1×): 1996
- Wicemistrzostwo Ligue 2 (2×): 1995, 2013
- Wicemistrzostwo 3. ligi (1×): 1994
- Mistrzostwo DH Ouest (1×): 1976
- Puchar Francji (2×): 2009, 2014
- Finalista Pucharu Francji (1×): 1997

## Skład na sezon 2017/2018
Stan na: 2 września 2017 r.
| Nr | Poz. | Piłkarz              |
| -- | ---- | -------------------- |
| 1  | BR   | Karl-Johan Johnsson  |
| 2  | OB   | Jordan Ikoko         |
| 3  | OB   | Rebocho              |
| 5  | PO   | Mustapha Diallo      |
| 7  | PO   | Ludovic Blas         |
| 8  | PO   | Lucas Deaux          |
| 9  | OB   | Abdoul Camara        |
| 10 | PO   | Nicolas Benezet      |
| 11 | PO   | Sloan Privat         |
| 14 | NA   | Karim Achahbar       |
| 15 | OB   | Jérémy Sorbon        |
| 16 | BR   | Marc-Aurèle Caillard |
| 17 | PO   | Étienne Didot        |

| Nr | Poz. | Piłkarz                  |
| -- | ---- | ------------------------ |
| 18 | PO   | Lebogang Phiri           |
| 19 | NA   | Yannis Salibur           |
| 20 | OB   | Félix Eboa Eboa          |
| 21 | NA   | Marcus Thuram            |
| 22 | OB   | Jonathan Martins Pereira |
| 23 | NA   | Jimmy Briand ()          |
| 24 | PO   | Marcus Coco              |
| 26 | PO   | Thibault Giresse         |
| 27 | PO   | Franck Tabanou           |
| 29 | OB   | Christophe Kerbrat       |
| 30 | BR   | Denis Petrić             |
| 33 | OB   | Mattéo Ahlinvi           |
| 40 | BR   | Killian Le Roy           |

### Piłkarze na wypożyczeniu
| Nr | Poz. | Piłkarz                                          |
| -- | ---- | ------------------------------------------------ |
| 16 | BR   | Théo Guivarch (w US Concarneau do czerwca 2018)  |
| -- | OB   | Cheick Traoré (w LB Châteauroux do czerwca 2018) |

| Nr | Poz. | Piłkarz                                                     |
| -- | ---- | ----------------------------------------------------------- |
| 3  | OB   | Benjamin Angoua (w New England Revolution do grudzień 2017) |
| -- | PO   | Jérémy Livolant (w US Boulogne do czerwca 2018)             |

## Sezony w Première Division/Ligue 1
| Sezon     | Poz. | M  | Z  | R  | P  | Br+ | Br− | Br+/− | Pkt | Uwagi                |
| 1995/1996 | 10   | 38 | 13 | 14 | 11 | 34  | 33  | +1    | 53  | Puchar Intertoto     |
| 1996/1997 | 12   | 38 | 11 | 13 | 14 | 32  | 36  | -4    | 46  |                      |
| 1997/1998 | 16   | 34 | 9  | 8  | 17 | 30  | 42  | -12   | 35  | Spadek do Division 2 |
|           |      |    |    |    |    |     |     |       |     |                      |
| 2000/2001 | 10   | 34 | 11 | 11 | 12 | 40  | 48  | -8    | 44  |                      |
| 2001/2002 | 16   | 34 | 9  | 8  | 17 | 34  | 57  | -23   | 35  |                      |
| 2002/2003 | 7    | 38 | 19 | 5  | 14 | 59  | 46  | +13   | 62  |                      |
| 2003/2004 | 18   | 38 | 10 | 8  | 20 | 36  | 58  | -22   | 38  | Spadek do Division 2 |
|           |      |    |    |    |    |     |     |       |     |                      |
| 2013/2014 | 16   | 38 | 11 | 9  | 18 | 34  | 42  | -8    | 42  | Puchar Francji       |

## Europejskie puchary
Legenda do wszystkich tabel:
- Q – runda eliminacyjna, 1/16, 1/8, 1/4, 1/2 – odpowiednia faza rozgrywek, Grupa – runda grupowa, 1r gr – pierwsza runda grupowa, 2r gr – druga runda grupowa, F – finał, R – runda, PO – play-off
- k. – rzuty karne, los. – losowanie, Dogr. – dogrywka, w. – zasada bramek strzelonych na wyjeździe

| Sezon   | Rozgrywki        | Runda    | Przeciwnik       | Dom | Wyjazd | Ogólnie    |
| ------- | ---------------- | -------- | ---------------- | --- | ------ | ---------- |
| 1996    | Puchar Intertoto | Grupa 12 | FK Zemun         | 1–0 |        | 1. miejsce |
| 1996    | Puchar Intertoto | Grupa 12 | FF Jaro          |     | 0–0    | 1. miejsce |
| 1996    | Puchar Intertoto | Grupa 12 | Dinamo Bukareszt | 2–1 |        | 1. miejsce |
| 1996    | Puchar Intertoto | Grupa 12 | Kolcheti Poti    |     | 3–1    | 1. miejsce |
| 1996    | Puchar Intertoto | 1/2      | KAMAZ            | 4–0 | 0–2    | 4–2, Dogr. |
| 1996    | Puchar Intertoto | F        | Rotor Wołgograd  | 1–0 | 1–2    | 2–2, w.    |
| 1996/97 | Puchar UEFA      | 1R       | Inter Mediolan   | 0–3 | 1–1    | 1–4        |
| 2003    | Puchar Intertoto | 3R       | 1. FC Brno       | 2–1 | 2–4    | 4–5, Dogr. |
| 2009/10 | Liga Europy      | PO       | Hamburger SV     | 1–5 | 1–3    | 2–8        |
| 2014/15 | Liga Europy      | Grupa K  | ACF Fiorentina   | 1–2 | 0–3    | 2. miejsce |
| 2014/15 | Liga Europy      | Grupa K  | PAOK FC          | 2–0 | 2–1    | 2. miejsce |
| 2014/15 | Liga Europy      | Grupa K  | Dynama Mińsk     | 2–0 | 0–0    | 2. miejsce |
| 2014/15 | Liga Europy      | 1/16     | Dynamo Kijów     | 2–1 | 1–3    | 3–4        |